# 30 minut
30 minut (ros. 30 минут) – ostatni singel promujący debiutancki album zespołu t.A.T.u. – 200 po wstriecznoj. Wydany został tylko w wersji promocyjnej, co oznacza, że singla nie można było dostać w sklepach muzycznych.
Wideoklip do „30 minut” opowiada o zdradzie i miłości. Jedna z wokalistek, Lena Katina całuje się z mężczyzną, druga – Julia Wołkowa – widząc to postanawia wysadzić w powietrze zakochaną parę.
Teledysk emitowany był także w wersji angielskiej z albumu 200 km/h in the Wrong Lane pt. „30 Minutes”.

## Notowania
| Główne listy          | Pozycja |
| Rosja – Airplay Chart | 7       |